# Gerhard Müllenbach
Gerhard Müllenbach (* 5. Februar 1949 in Ludweiler) ist ein deutscher Beamter. Er war von 1999 bis 2009 Staatssekretär im Saarländischen Ministerium für Inneres und Sport.

## Leben
Müllenbach besuchte von 1962 bis 1967 ein Aufbaugymnasium in Lebach und nahm anschließend ein Studium der Pädagogik auf. Von 1968 bis 1970 diente er bei der Bundeswehr, um danach in die Saarländische Kriminalpolizei einzutreten. Hier erlernte er den Beruf des Kriminalisten. Er war Sachbearbeiter in verschiedenen kriminalpolizeilichen Bereichen, bildete sich in Fachlehrgängen fort und wurde 1987 Leiter der Staatsschutzabteilung. Zuletzt war er als Leiter der Landeszentrale zur Bekämpfung nicht-politisch motivierter Kriminalität für die Bearbeitung der Schwerkriminalität zuständig. Von 1992 bis 1999 war er stellvertretender Leiter der Polizeidirektion Mitte in Saarbrücken.
Parallel zu seiner beruflichen Tätigkeit war Müllenbach von 1985 bis 1998 Dozent für Kriminalstatistik an der Fachhochschule des Saarlandes. Daneben engagierte er sich beim Bund Deutscher Kriminalbeamter (Landesvorsitzender und stellv. Bundesvorsitzender). Seit 1998 ist er Landesvorsitzender des Weißen Rings für das Saarland und seit 2018 stellv. Bundesvorsitzender des Weißen Rings.
Am 29. September 1999 wurde Müllenbach zum Staatssekretär im saarländischen Ministerium für Inneres und Sport ernannt. Er trat im November 2009 in den Ruhestand.
Gerhard Müllenbach war seit 1968 verheiratet, ist seit 2017 verwitwet und hat einen Sohn.